# Ulla Dydo
Ulla E. Dydo, Geburtsname Ursula Elisabeth Eder, (4. Februar 1925 in Zürich – 10. September 2017 in New York City) war eine Schweizer Autorin, Redakteurin und eine renommierte Gertrude-Stein-Expertin. Sie war Professorin an der City University von New York und Autorin von Gertrude Stein: The Language that Rises (1923–1934).

## Biografie
Ulla Dydo war Tochter von Robert Eder (1885–1944), Professor für Pharmakognosie und Pharmazeutische Chemie und der Präsidentin des Internationalen Frauenrats und Schweizer Frauenrechtlerin, Jeanne Eder-Schwyzer.  1948 begleitete sie den Schweizer Politiker, Bankier und Philanthrop Paul Lachenal als Sekretärin und Biografin auf seiner Reise in die USA. Anschließend beschloss sie, in den Vereinigten Staaten zu leben. Dort studierte sie an der Universität von Yale und wurde später in New York zur Professorin an der City University von New York. In den 1970er Jahren begann sie ihre ersten Forschungen über Gertrude Stein. Sie beschrieb dies folgendermaßen in ihren Arbeitsnotizen: Working Notes for THE LANGUAGE THAT RISES: THE VOICE OF GERTRUDE STEIN 1923–1934 „Ich begann in den späten Siebzigern über Gertrude Stein zu arbeiten und konzentrierte mich auf die ‚Stanzas in der Meditation‘. Als ich anfing, das Manuskript von ‚Stanzas‘ in Yale zu untersuchen, wurde mir klar, dass es möglich ist, den kreativen Prozess ihres Schreibens in den Manuskripten zu verfolgen – eine aufregende und langwierige Angelegenheit…“.
Ulla Dydo wurde im Laufe der Jahre zu einer ausgewiesenen Stein-Expertin. Als Autorin veröffentlichte sie unter anderem: Coming to Light: Amerikanische Dichterinnen im zwanzigsten Jahrhundert, Gertrude Stein: The Language that Rises (1923–1934) oder A Stein Reader im Jahr 1993, ein Text, der Steins ständige Infragestellung der Konvention enthüllte. Sie wurde in zahlreichen Arbeiten über Gertrude Stein zitiert. Ulla Dydo interviewte Isabel Wilder (die Schwester von Thornton Wilder) für ihre Studien zu Stein, besuchte sie dazu wöchentlich von 1985 bis 1995 und hatte so Zugang zu vielen gedruckten und schriftlichen Quellen. Diese veröffentlichte sie in The Letters of Gertrude Stein and Thornton Wilder herausgegeben mit Edward M. Burns und William Rice. Letzteren unterstützte sie auch als Künstler, wie die Kunstmaler Dieter Hall und Daniel Garbade oder die Autoren Elisabeth Lennard und Jim Neu.
Ulla Dydo starb im September 2017 in New York im Alter von 92 Jahren.

## Familie
Im Jahr 1963 heiratete sie John Stephen Dydo (1922–2004), der gemeinsame Sohn Malcolm kam 1967 zur Welt. In zweiter Ehe heiratete sie die Pianistin Nurit Tilles.

## Werke
- Gertrude Stein; Thornton Wilder; Edward Burns; Ulla E. Dydo; William Rice: Mirrors of friendship : The letters of Gertrude Stein and Thornton Wilder, Verlag: Yale University Press, 1996,
- Gertrude Stein; Ulla E. Dydo: Descriptions of literature : texts and contexts in the Gertrude Stein and Alice B. Toklas Papers : October 8-December 14, 2012. Verlag: Beinecke Rare Book & Manuscript Library, Yale University Press
- Ulla E. Dydo; William Rice: Gertrude Stein : The Language that Rises : 1923–1934, Northwestern University Press, 1996
- Gertrude Stein; Ulla E. Dydo: A Stein reader, 1996, Northwestern University Press, 1993
- Elizabeth Lennard; Ulla E. Dydo; Gertrude Stein: Objects lie on a table, Filigrans editions, Galerie Les filles du calvaire, Paris 2000
- Ulla E. Dydo; Peter Bichsel: Dieter Hall : Bilder = Paintings: Dieter Hall; Galerie Margrit Gass (Basel)
- Ulla E. Dydo: “Stanzas in Meditation”: The other Autobiography.
- Ulla E. Dydo: Must Horses Drink. Or “Any Language Is Funny If You Don’t Understand It”